# Puchar Świata w skeletonie
Puchar Świata w skeletonie – rozgrywany corocznie, pomiędzy listopadem a lutym, cykl zawodów w skeletonie, przeprowadzany przez Międzynarodową Federacją Bobsleja i Toboganu - FIBT. Zawody odbywają w specjalnych do tego stworzonych torach lodowych w różnych krajach świata. Najwięcej konkursów odbywa się w Niemczech, Stanach Zjednoczonych oraz Kanadzie, jednakże konkursy odbywają się też m.in. w Austrii, Szwajcarii, czy w Rosji. Za zajęcie odpowiedniego miejsca w pojedynczych zawodach uczestnik otrzymuje daną liczbę punktów. Każdemu zawodnikowi, który co najmniej raz zajął miejsce wśród 30 najlepszych w konkursie, sumuje się zdobyte w nich punkty. Na podstawie tych punktów tworzona jest klasyfikacja Pucharu Świata. Jest ona przejściowa, tzn. jest aktualizowana po każdym konkursie. Po odbyciu się wszystkich konkursów Pucharu Świata (czyli na koniec sezonu) klasyfikacja staje się klasyfikacją końcową. Zawodnik na jej czele staje się zwycięzcą i otrzymuje Puchar Świata.
Rozgrywki wśród mężczyzn rozpoczęły się w sezonie 1986/1987, natomiast kobiety wystartowały po raz pierwszy w Pucharze Świata w  sezonie 1996/1997.

## Zdobywcy Pucharu Świata w skeletonie

### Mężczyźni
| Sezon     | 1. miejsce           | 2. miejsce           | 3. miejsce           |
| --------- | -------------------- | -------------------- | -------------------- |
| 1986/1987 | Andi Schmid          | Alain Wicki          | Christian Auer       |
| 1987/1988 | Andi Schmid          | Alain Wicki          | Christian Auer       |
| 1988/1989 | Alain Wicki          | Christian Auer       | Andi Schmid          |
| 1989/1990 | Christian Auer       | Urs Vescoli          | Franz Plangger       |
| 1990/1991 | Christian Auer       | Michael Grünberger   | Andi Schmid          |
| 1991/1992 | Christian Auer       | Gregor Stähli        | Martin Thaler        |
| 1992/1993 | Franz Plangger       | Christian Auer       | Gregor Stähli        |
| 1993/1994 | Christian Auer       | Andi Schmid          | Franz Plangger       |
| 1994/1995 | Christian Auer       | Franz Plangger       | Alexander Müller     |
| 1995/1996 | Ryan Davenport       | Michael Grünberger   | Christian Auer       |
| 1996/1997 | Alexander Müller     | Ryan Davenport       | Willi Schneider      |
| 1997/1998 | Willi Schneider      | Kazuhiro Koshi       | Andy Böhme           |
| 1998/1999 | Andy Böhme           | Ryan Davenport       | Jimmy Shea           |
| 1999/2000 | Andy Böhme           | Chris Soule          | Kristan Bromley      |
| 2000/2001 | Lincoln DeWitt       | Kazuhiro Koshi       | Jimmy Shea           |
| 2001/2002 | Gregor Stähli        | Chris Soule          | Martin Rettl         |
| 2002/2003 | Chris Soule          | Jeff Pain            | Kazuhiro Koshi       |
| 2003/2004 | Kristan Bromley      | Duff Gibson          | Frank Kleber         |
| 2004/2005 | Jeff Pain            | Chris Soule          | Duff Gibson          |
| 2005/2006 | Jeff Pain            | Gregor Stähli        | Eric Bernotas        |
| 2006/2007 | Zach Lund            | Eric Bernotas        | Aleksandr Trietjakow |
| 2007/2008 | Kristan Bromley      | Jon Montgomery       | Zach Lund            |
| 2008/2009 | Aleksandr Trietjakow | Florian Grassl       | Frank Rommel         |
| 2009/2010 | Martins Dukurs       | Frank Rommel         | Sandro Stielicke     |
| 2010/2011 | Martins Dukurs       | Sandro Stielicke     | Frank Rommel         |
| 2011/2012 | Martins Dukurs       | Frank Rommel         | Tomass Dukurs        |
| 2012/2013 | Martins Dukurs       | Tomass Dukurs        | Alexander Kröckel    |
| 2013/2014 | Martins Dukurs       | Tomass Dukurs        | Matthew Antoine      |
| 2014/2015 | Martins Dukurs       | Tomass Dukurs        | Axel Jungk           |
| 2015/2016 | Martins Dukurs       | Yun Sung-bin         | Tomass Dukurs        |
| 2016/2017 | Martins Dukurs       | Yun Sung-bin         | Aleksandr Trietjakow |
| 2017/2018 | Yun Sung-bin         | Axel Jungk           | Tomass Dukurs        |
| 2018/2019 | Aleksandr Trietjakow | Yun Sung-bin         | Martins Dukurs       |
| 2019/2020 | Martins Dukurs       | Aleksandr Trietjakow | Yun Sung-bin         |
| 2020/2021 | Martins Dukurs       | Alexander Gassner    | Tomass Dukurs        |
| 2021/2022 | Martins Dukurs       | Axel Jungk           | Christopher Grotheer |
| 2022/2023 | Christopher Grotheer | Matt Weston          | Marcus Wyatt         |
| 2023/2024 | Matt Weston          | Christopher Grotheer | Yin Zheng            |
| 2024/2025 | Matt Weston          | Marcus Wyatt         | Christopher Grotheer |

### Kobiety
| Sezon     | 1. miejsce            | 2. miejsce          | 3. miejsce            |
| --------- | --------------------- | ------------------- | --------------------- |
| 1996/1997 | Steffi Hanzlik        | Michelle Kelly      | Maya Bieri            |
| 1997/1998 | Maya Bieri            | Steffi Hanzlik      | Susan Speiran         |
| 1998/1999 | Steffi Hanzlik        | Ursi Walliser       | Maya Bieri            |
| 1999/2000 | Alexandra Hamilton    | Maya Bieri          | Michelle Kelly        |
| 2000/2001 | Alex Coomber          | Steffi Hanzlik      | Maya Pedersen-Bieri   |
| 2001/2002 | Alex Coomber          | Maya Pedersen-Bieri | Lindsay Alcock        |
| 2002/2003 | Michelle Kelly        | Lindsay Alcock      | Tristan Gale          |
| 2003/2004 | Lindsay Alcock        | Diana Sartor        | Michelle Kelly        |
| 2004/2005 | Noelle Pikus-Pace     | Maya Pedersen-Bieri | Kerstin Jürgens       |
| 2005/2006 | Mellisa Hollingsworth | Maya Pedersen-Bieri | Diana Sartor          |
| 2006/2007 | Katie Uhlaender       | Noelle Pikus-Pace   | Michelle Kelly        |
| 2007/2008 | Katie Uhlaender       | Michelle Kelly      | Mellisa Hollingsworth |
| 2008/2009 | Marion Trott          | Shelley Rudman      | Katie Uhlaender       |
| 2009/2010 | Mellisa Hollingsworth | Shelley Rudman      | Kerstin Szymkowiak    |
| 2010/2011 | Anja Huber            | Shelley Rudman      | Mellisa Hollingsworth |
| 2011/2012 | Shelley Rudman        | Marion Thees        | Anja Huber            |
| 2012/2013 | Marion Thees          | Anja Huber          | Katie Uhlaender       |
| 2013/2014 | Elizabeth Yarnold     | Noelle Pikus-Pace   | Shelley Rudman        |
| 2014/2015 | Janine Flock          | Elizabeth Yarnold   | Tina Hermann          |
| 2015/2016 | Tina Hermann          | Jacqueline Lölling  | Jane Channell         |
| 2016/2017 | Jacqueline Lölling    | Tina Hermann        | Mirela Rahneva        |
| 2017/2018 | Jacqueline Lölling    | Tina Hermann        | Elisabeth Vathje      |
| 2018/2019 | Jelena Nikitina       | Tina Hermann        | Mirela Rahneva        |
| 2019/2020 | Jacqueline Lölling    | Janine Flock        | Jelena Nikitina       |
| 2020/2021 | Janine Flock          | Tina Hermann        | Kimberley Bos         |
| 2021/2022 | Kimberley Bos         | Janine Flock        | Jelena Nikitina       |
| 2022/2023 | Tina Hermann          | Kimberley Bos       | Mirela Rahneva        |
| 2023/2024 | Kimberley Bos         | Kim Meylemans       | Valentina Margaglio   |
| 2024/2025 | Janine Flock          | Kimberley Bos       | Hannah Neise          |